# フェリックス・ベニング・マイネス
フェリックス・ベニング・マイネス（Felix Andries Vening Meinesz、1887年7月30日 - 1966年8月10日）は、オランダの地球物理学者、測地学者である。重力の精密な測定方法の発明者として知られる。海上での重力の測定を可能にし、海洋底の重力異常を発見した。

## 生涯
ハーグに生まれた。父親はロッテルダムやアムステルダムの市長を務めた人物である。デルフト工科大学で土木工学を学んだ。1910年にオランダ重力調査に加わり、1915年に当時使用されていた重力計の欠陥についての論文を書いた。
新しい重力計を設計し、オランダ気象研究所（Koninklijk Nederlands Meteorologisch Instituut）で製作した。この装置は位相をかえて振動させる2つの振り子を用いるもので、装置に加わる水平方向の加速度の影響を排除できた。オランダ各地の重力の精密測定を行い、51か所の測定ネットワークを造り上げた。さらに海洋での使用のための改良を加え、1923年から1929年の間、地球のジオイドの正確な測定のために小型潜水艦を使った海洋の重力測定をおこなった。これらの測定の様子は映画にとられ、マイネスは有名になった。この調査で得られた膨大なデータは、オランダの地球物理学者たちと分析され、結果は1948年に発表された。重要な発見は海洋溝に沿って負の重力異常が発見されたことである。また平均の重力は海洋底も陸上も等しく、アイソスタシー説のなりたつことが確かめられた。
1927年ユトレヒト大学の測地学、地球物理学の非常勤教授となり、1937年にデルフト工科大学の教授となった。1945年から1951年の間、オランダ気象研究所の所長を務めた。

## 受賞歴
- 1936年: ハワード・N・ポッツ・メダル
- 1945年: ペンローズ・メダル（アメリカ地質学会）
- 1947年: アレキザンダー・アガシー・メダル（全米科学アカデミー）
- 1963年: ウォラストン・メダル（ロンドン地質学会）